# 몬스터 버스터 클럽
몬스터 버스터 클럽은 애니박스에서 방영되는 총 52부작 TV 만화 시리즈이다.

## 등장인물
데니 (레드버스터)
성우 - 신용우
데니는 크리스와 같은 남자이고, 변신대사 "몬스터버스터즈파워업"이란 대사로 레드 버스터로 변신한다
크리스 (블루버스터)
성우 - 박성태
크리스는 데니와 같은 남자이고, 변신대사 "몬스터버스터즈파워업"이란 대사로 블루 버스터로 변신한다
사만다 (옐로우버스터)
성우 - 정혜옥
사만다는 다른애들과 다르게 피부색이 까맣고, 캐시와 같은 여자이며, 변신대사 "몬스터버스터즈파워업"이란 대사로 옐로우 버스터로 변신한다
캐시 (핑크버스터)
성우 - 이지현
캐시는 우주인이고, 사만다와 같은 여자이며, 변신대사 "몬스터버스터즈파워업"이란 대사로 핑크 버스터로 변신한다